# Halo (serial)
Halo este un serial TV american științifico-fantastic produs de Showtime în asociere cu 343 Industries și Amblin Television pentru Paramount+. Bazat pe franciza de jocuri video cu același nume, serialul urmărește un război din secolul al 26-lea dintre Comandamentul Spațial al Națiunilor Unite și Covenant, o alianță teocratic-militară a mai multor rase extraterestre hotărâte să eradice umanitatea. Pablo Schreiber și Jen Taylor interpretează rolurile Master Chief Petty Officer John-117 și respectiv Cortana; cea din urmă își reia rolul de voce din seria de jocuri video.
Dezvoltarea unui serial de televiziune bazat pe universul fictiv Halo a început la mijlocul anului 2013. Kyle Killen și Steven Kane au contribuit ca showrunner-i pentru primul sezon al serialului, care este format din nouă episoade. Filmările au început în Ontario, Canada, în octombrie 2019, deși post-producția pentru primele cinci episoade a fost afectată din cauza pandemiei de COVID-19. Filmările au fost în cele din urmă reluate la Budapesta, Ungaria, în februarie 2021. În februarie 2022, înainte de premieră, serialul a fost prelungit cu un al doilea sezon, acesta urmând să fie regizat și produs executiv de David Wiener. Filmările la cel de-al doilea sezon au început în septembrie 2022 și s-au încheiat în mai 2023.
Primul sezon din Halo a avut premiera la 24 martie 2022 și s-a finalizat pe 19 mai. A avut în mare parte recenzii pozitive din partea criticilor, cu laude pentru scenele de acțiune, distribuție și efectele vizuale, dar a fost criticat pentru scenariul schimbat și modificări ale materialului sursă. Un al doilea sezon a avut premiera la 8 februarie 2024 cu un total de opt episoade și s-a finalizat pe 21 martie. A fost primit cu recenzii pozitive din partea criticilor, care au declarat că este o îmbunătățire față de sezonul precedent.